# Superliga 2005/06 (Europa)
Die Superliga 2005/06 war die 13. Saison der Superliga im Tischtennis. Sie dauerte von September 2005 bis März 2006.
Erstmals nahmen Mannschaften aus Kroatien und Slowenien teil.
Bei den Herren starteten 12 Teams, drei aus Österreich, drei aus Tschechien, zwei aus Ungarn, zwei aus der Slowakei, eine aus Kroatien und eine Slowenien. Drei Vierergruppen spielten in einer Hin- und Rückrunde eine Reihenfolge aus. Die Ersten und Zweiten Teams aus diesen Gruppen kämpften dann in einem Play-off-System um die Plätze eins bis sechs. Die restlichen Mannschaften spielten im Play-off-Verfahren die Plätze 7 bis 12 aus.
Bei den Damen waren acht Teams gemeldet, je zwei aus Österreich, Tschechien und der Slowakei, eine aus Kroatien und eine Slowenien. Ungarn war nicht vertreten. In zwei Vierer-Gruppen wurde im Modus Jeder gegen Jeden eine Hin- und eine Rückrunde ausgetragen. Danach spielten die Ersten und Zweiten dieser Gruppen um die Plätze 1 bis 4, der Rest um die Plätze 5 bis 8.
Jede Mannschaft stellte zwei Doppelpaarungen und vier Einzelspieler. Es waren zwei Doppel und acht Einzel vorgesehen, welche nach dem Bundessystem ausgetragen wurden. In den Gruppenspielen wurde der Wettkampf abgebrochen, wenn eine Mannschaft sechs Punkte erreicht hatte. In den Play-offs wurden alle möglichen Spiele ausgetragen, d. h., es waren Ergebnisse wie 6:4, 8:2, 10:0 möglich.
| Platz | Team                             | Nation | Aktive                                                                                            |
| ----- | -------------------------------- | ------ | ------------------------------------------------------------------------------------------------- |
| 1     | SVS Niederösterreich             | AUT    | Werner Schlager, Chen Weixing, Kostadin Lengerov, Daniel Habesohn, Mathias Habesohn, Karl Jindrak |
| 2     | Start Horni Sucha                | CZ     | Marek Cihak, Radek Kostal, Peter Sereda                                                           |
| 3     | SKK El Nino Praha                | CZ     | Dmitrij Prokopcov, Bohumil Vozicky, Petr David, Petr Kaucky, Tomas Konecny, Jiří Vráblík          |
| 4     | STK Vecernij List Zagreb         | CRO    | Roko Tosic, Tomislav Zubcic, Tomislav Kolarek                                                     |
| 5     | KST Robot Mokré Lazce            | CZ     | Tomas Demek, Jakub Kleprlik, Michal Kleprlik                                                      |
| 6     | BVSC Budapest                    | HUN    | Zoltan Varga, János Jakab, Adam Lindner, Krisztian Molnar                                         |
| 7     | Turnerschaft Sparkasse Innsbruck | AUT    | Krisztian Gardos, Christoph Maier, Lukacs Balazs                                                  |
| 8     | ASKÖ Erdgas Linz-Froschberg      | AUT    | Zhang Jie, Zsolt Harczi, Stefan Fegerl, Feng                                                      |
| 9     | ZNTK Finea Maribor               | SLO    | Gregor Komac, Gregor Zafostnik, Gregor Skafar                                                     |
| 10    | Kecskeméti Spartacus Sportkör    | HUN    | Lehel Demeter, Attila Turbok, Levente Szarka, Attila Vajda                                        |
| 11    | SKST Bratislava                  | SK     | Erik Illas, Michal Balaz, Lubomir Kokes, Peter Craven, Kristian Kobes                             |
| 12    | RACA Bratislava                  | SK     | Tomas Sereda, Zoltan Lelkes, Radoslav Blazek, Elcin Gasymov                                       |

| Platz | Team                         | Nation | Aktive                                                                                |
| ----- | ---------------------------- | ------ | ------------------------------------------------------------------------------------- |
| 1     | ASKÖ Erdgas Linz-Froschberg  | AUT    | Li Qiangbing, Iveta Vacenovská, Veronika Heine, Liu Jia, Renner                       |
| 2     | HASTK Mladost Zagreb         | CRO    | Andrea Bakula, Biljana Todorovic, Suncica Vugrinec, Mirela Durak                      |
| 3     | NTK Iskra Vrtojba            | SLO    | Yang Ting, P.Skafar, Petra Skabar                                                     |
| 4     | LZ Linz-Froschberg           | AUT    | Carina Jonsson, Lenka Kmotorkova, Martina Petzner                                     |
| 5     | Slovan Břeclav Gumotex       | CZ     | Ivana Weberova, Zuzana Poliačková, Olesja Stachova, Lucie Gajanova, Pavlina Rezna     |
| 6     | SKST Topvar Topolcany        | SK     | Barbora Balážová, Alena Kudelova, Iveta Klacanska, Nina Belianska, Veronika Hippikova |
| 7     | SKST Hodonin                 | CZ     | Alena Vachovcová, Alexandra Pelcmanova, Kristyna Ondriskova, Hana Matelová            |
| 8     | SST Euromilk Dunajská Streda | SK     | Angela Fekete, Dajana Filistovova, E.Karikova, Handlova                               |

- AUT = Österreich
- CRO = Kroatien
- CZ = Tschechien
- HUN = Ungarn
- SK = Slowakei
- SLO = Slowenien